# 岡山県道249号掛畑虎倉線
岡山県道249号掛畑虎倉線（おかやまけんどう249ごう かけはたこぐらせん）は、岡山県岡山市北区から加賀郡吉備中央町を通り、岡山市北区に至る一般県道である。

## 概要
岡山市北区掛畑と岡山市北区御津虎倉を結ぶ。

### 路線データ
- 起点：岡山県岡山市北区掛畑（国道429号・岡山県道701号岡山賀陽自転車道線交点、岡山県道72号岡山賀陽線上）
- 終点：岡山県岡山市北区御津虎倉（岡山県道31号高梁御津線交点）
- 総延長：約5.5 km

## 路線状況

### 重複区間
- 岡山県道72号岡山賀陽線（岡山市北区掛畑（起点） - 岡山市北区真星）

## 地理

### 通過する自治体
- 岡山県
  - 岡山市（北区） - 加賀郡吉備中央町 - 岡山市（北区）

### 交差する道路
| 交差する道路                                                                  | 交差する場所 | 交差する場所 |
| ----------------------------------------------------------------------------- | ------------ | ------------ |
| 国道429号 岡山県道72号岡山賀陽線 重複区間起点 岡山県道701号岡山賀陽自転車道線 | 掛畑         | 起点         |
| 岡山県道72号岡山賀陽線 重複区間終点                                           | 真星         |              |
| 岡山県道31号高梁御津線                                                        | 御津虎倉     | 終点         |

### 沿線
- 宇甘川